# Barbra Streisand's Greatest Hits
Barbra Streisand's Greatest Hits é o primeiro álbum de grandes êxitos da cantora norte-americana Barbra Streisand. O lançamento ocorreu em 1 de janeiro de 1970, pela Columbia Records. Possui onze faixas que foram singles e apareceram originalmente nos sete álbuns de estúdio e um ao vivo lançados entre 1963 e 1968. Destacam-se: o primeiro single a entrar na lista Billboard Hot 100, "People" e "Second Hand Rose" que atingiu o top 40.
A recepção da crítica foi favorável, a revista Rolling Stone avaliou com cinco estrelas de cinco, enquanto o crítico William Ruhlmann, do site AllMusic, deu quatro estrelas e meia de cinco, definindo-o como crucial para a reinvenção da carreira de Streisand que ocorreria posteriormente. 
Comercialmente, nas paradas de sucessos do Canadá, do Reino Unido e dos Estados Unidos, atingiu as posições de #17, #44 e #32, respectivamente. A Recording Industry Association of America (RIAA) o certificou como disco duplo de platina após a auditoria de dois milhões de cópias vendidas nos Estados Unidos. 
Uma segunda compilação com sucessos de Streisand, com faixas dos anos de 1970, foi lançada em 1978, recebeu o título de Barbra Streisand's Greatest Hits Vol. 2. A versão no formato compact disc (CD) saiu em 1986, e um relançamento sob o título de The Hits, em 2006.

## Histórico e lançamento
O lançamento ocorreu em 1º de janeiro de 1970, sob o selo da Columbia Records. Trata-se de uma coleção de retrospectiva e contém onze singles da sua primeira década na indústria fonográfica, que vai de "My Coloring Book" (1963) a "Happy Days Are Here Again" "ao vivo" (1968). 
As canções apareceram originalmente em cinco álbuns de estúdio, duas trilhas sonoras (ambas do musical Funny Girl, sendo a primeira a do álbum da peça teatral e a segunda da trilha sonora do filme) e seu primeiro álbum ao vivo, A Happening in Central Park, de 1968. Inclui um single top dez na parada musical Billboard Hot 100 ("People"), um single top 40 ("Second Hand Rose") e sete outros singles que apareceram nas tabelas mas com menor repercussão, a saber: "Free Again", "Gotta Move", "He Touched Me", "My Man","Sam, You Made the Pants Too Long", e "Why Did I Choose You". As otras três canções não apareceram nas paradas de sucesso, sendo elas: "Don't Rain on My Parade", "Happy Days Are Here Again" e "My Coloring Book". A versão de "Happy Days Are Here Again" incluída foi gravada ao vivo durante seu show A Happening in Central Park, em 1968. As onze faixas foram produzidas por uma variedade de músicos, incluindo Mike Berniker, Jack Gold, Robert Mersey, Ettore Stratta e Warren Vincent.
Barbra Streisand's Greatest Hits foi lançada no formato 8-track tape, com diferença na ordem das faixas. Em 26 de janeiro de 1986, a edição no formato CD chegou as lojas. E em 2006, a Sony Music Entertainment e a BMG Rights Management relançaram-o com o título The Hits, que inclui a mesma ordem de faixas e arte frontal semelhante. Uma segunda compilação consistindo de sucessos de Streisand da década de 1970, foi lançada em 1978, a Barbra Streisand's Greatest Hits Volume 2.

## Recepção crítica
| Críticas profissionais | Críticas profissionais |
| Avaliações da crítica  | Avaliações da crítica  |
| Fonte                  | Avaliação              |
| ---------------------- | ---------------------- |
| AllMusic               | [ 3 ]                  |
| Rolling Stone          | [ 9 ]                  |

Barbra Streisand's Greatest Hits recebeu resenhas favoráveis da crítica especializada em música. 
William Ruhlmann, do site estadunidense  AllMusic, exaltou a decisão de Streisand de lançar uma coletânea de grandes sucessos, pois sentiu que a "carreira da cantora estava em declínio" e precisava de melhorias; Elogiou a inclusão da versão ao vivo de "Happy Days Are Here Again", que ele considerou uma das melhores canções de seu álbum de estreia, The Barbra Streisand Album (1963). Concluindo, Ruhlmann escreveu: "Para fãs casuais, [o álbum] foi uma boa amostra do trabalho mais proeminente de Streisand dos anos 60".
Como parte do The New Rolling Stone Record Guide, da Rolling Stone, lançado em 1983, a compilação recebeu cinco de cinco estrelas. O segundo volume da compilação, Barbra Streisand's Greatest Hits Vol. 2, de 1978, e Guilty, de 1980, também alcançaram o mesmo status.

## Desempenho comercial
Apareceu nas paradas de sucesso de três países. Nos Estados Unidos estreou na posição de #77, na parada Billboard 200, na semana de 28 de fevereiro de 1970, tornando-se a entrada mais alta da semana. Durante sua quinta semana, atingiu seu pico, no número 32. No total, permaneceu 30 semanas na lista. Foi certificado como disco de ouro pela RIAA por remessas de 500.000 cópias, em 4 de maio de 1971, e em 21 de novembro de 1986, recebeu o certificado de platina dupla para remessas de dois milhões de álbuns as lojas.
Na UK Albums Chart, atingiu o número 44, tornando-se a segunda entrada de Streisand, após seu sexto álbum de estúdio, My Name Is Barbra, Two... (1965), que atingiu o número seis. Alcançou sua posição mais alta no Canadá, em #17, na parada oficial de mais vendidos, compilada pela RPM. Embora não tenha aparecido nas charts australianas, a Australian Recording Industry Association (ARIA) a certificou com um disco de ouro, em 2000, por vendas de pelo menos 35.000 cópias no país.

## Lista de faixas
Créditos tirados do encarte do álbum Barbra Streisand's Greatest Hits.
| N.º | Título                                                             | Compositor(es)                                                    | Duração |  |
| 1.  | "People" (do álbum People)                                         | Jule Styne, Bob Merrill                                           | 3:39    |  |
| 2.  | "Second Hand Rose" (do álbum My Name Is Barbra, Two...)            | Grant Clarke, J.F. Hanly                                          | 2:08    |  |
| 3.  | "Why Did I Choose You" (do álbum My Name Is Barbra)                | Michael Leonard, Herbert Martin                                   | 2:49    |  |
| 4.  | "He Touched Me" (do álbum My Name Is Barbra, Two...)               | Ira Levin, Milton Schafer                                         | 3:08    |  |
| 5.  | "Free Again" (do álbum Je m'appelle Barbra)                        | R. Colby, Mark Jourdan, A. Canfora, J. Baselli                    | 3:40    |  |
| 6.  | "Don't Rain on My Parade" (do álbum Funny Girl)                    | Styne, Merrill                                                    | 2:44    |  |
| 7.  | "My Coloring Book" (do álbumThe Second Barbra Streisand Album)     | Fred Ebb, John Kander                                             | 4:09    |  |
| 8.  | "Sam, You Made the Pants Too Long" (do álbum Color Me Barbra)      | Smiley Lewis, Victor Young, F. Whitehouse, Milton Berle           | 2:04    |  |
| 9.  | "My Man" (do álbum My Name Is Barbra)                              | Jaques Charles, Channing Pollock, Albert Willemetz, Maurice Yvain | 2:55    |  |
| 10. | "Gotta Move" (do álbum The Second Barbra Streisand Album)          | Peter Matz                                                        | 1:58    |  |
| 11. | "Happy Days Are Here Again" (do álbum A Happening in Central Park) | Milton Ager, Jack Yellen                                          | 3:07    |  |

## Tabelas semanais
| Chart (1970)                   | Peak position |
| ------------------------------ | ------------- |
| Canadá (Billboard)             | 17            |
| Estados Unidos (Billboard 200) | 32            |
| Reino Unido (UK Albums Chart)  | 8             |

## Certificados e vendas
| Região                                                                                                  | Certificação | Vendas     |
| --- | ------------ | ---------- |
| Austrália (ARIA)                                                                                        | Ouro         | 35,000^    |
| Países Baixos (NVPI)                                                                                    | Ouro         | 50,000^    |
| Estados Unidos (RIAA)                                                                                   | 2× Platina   | 2,000,000^ |
| *números de vendas baseados somente na certificação ^números de vendas baseados somente na certificação |              |            |